# Assassin's Creed II
Assassin's Creed II ( МФА:  [əˈsæsɪns ˈkɹiːd tu]; укр. Кредо Вбивці 2) — відеогра жанру пригодницького бойовика, продовження гри Assassin's Creed від компанії Ubisoft. Офіційний анонс відбувся 16 квітня 2009 року в журналі Game Informer. На консолі гра вийшла 17 листопада 2009 в Північній Америці. На персональних комп'ютерах гра вийшла 5 березня 2010 року.
Головною дійовою особою гри, як і в попередній частині, виступає предок Дезмонда, але цього разу — Еціо Аудіторе да Фіренце, молодий флорентійський аристократ, який бореться проти планів ордена тамплієрів здобути світове панування. Основні події розгортаються в Італії епохи Відродження з 1476 року по 1499 рік, включаючи зустрічі з видатними людьми того часу — наприклад, з подружжям Медічі, Леонардо да Вінчі і Нікколо Макіавеллі, а ворогами героя є Родріго Борджіа, Франческо Пацці та Джироламо Савонарола. У персонажа з'явилися нові здібності, наприклад, плавати й пірнати, можливість вихопити зброю у ворога під час бою.

## Ігровий процес

### Основи
Як і в Assassin's Creed, більшість часу гравець керує персонажем минулого, в цій грі — Еціо Аудіторе, якому належить для пошуків своїх цілей досліджувати міста, боротися з ворогами та виконувати завдання на кшталт знищення певних осіб, викрадення предметів і отримання інформації. Події зображено як реконструкція минулого на основі генетичної пам'яті Дезмонда. В грі є історична довідка, що повідомляє про зображені місця та персонажі, які зустрічає Еціо. Рівень синхронізації з Дезмондом було ускладнено. Тепер, якщо Еціо сильно поранений, він повинен відвідати лікаря, або самотужки прийняти ліки. В грі можливо їздити верхи на коні, плавати на гондолі, пірнати. Відвідуючи Леонардо да Вінчі, Еціо може вдосконалити в нього зброю.

### Орлиний зір
Натисканням спеціальної кнопки гравець може активувати спецздібність «Орлиний зір», що надає детальнішу інфомрацію, корисну для планування тактики. Неінтерактивні об'єкти зливаються з фоном, темнішають, вороги виділяються червоним кольором; союзники (злодії, найманці, куртизанки) виділяються синім кольором; укриття (сади на дахах, стоги сіна, лавки, колодязі) і корисні речі (пір'я, скрині скарбів) білим кольором; цілі завдання (жертви вбивства, об'єкти стеження) жовтим кольором. Також в цьому режимі можна побачити гліфи істини — знаки, після контакту з якими отримуються додаткові відомості про закулісся сюжету.

## Сюжет

### Дія
Події гри розгортаються незабаром після фіналу Assassin's Creed, де в 2012 році Дезмонду Майлсу — бранцю організації «Абстерго Індастріз», якого використовують для дешифрування його генетичної пам'яті про його предка-асасина Альтаїра в машині «Анімус», — загрожує смертельна небезпека. «Абстерго», послідовниця ордена лицарів-тамплієрів, використовує Дезмонда, щоб визначити місцезнаходження потужного артефакту, іменованого «Фрагментом Едему», або «Яблуком». У результаті «ефекту просочування» через часте перебування в «Анімусі», Дезмонд отримує здатність «Орлиний зір» і бачить повідомлення й символи, написані кров'ю на стіні його спальні попереднім бранцем, який називався «Об'єкт 16». Люсі Стіллман, співробітниця Абстерго і учасниця братства сучасних ассасинів, звільняє Дезмонда і ховає його в секретному укритті з двома іншими ассасинами, Шоном Гастінгсом та Ребеккою Крейн, які створили власну вдосконалену версію «Анімуса». Вони пропонують Дезмонду використовувати генетичну пам'ять про його предка, Еціо Аудіторе да Фіренце, з двома цілями: тренувати Дезмонда в мистецтві ассасинів за допомогою «ефекту просочування» і знайти інші Фрагменти Едему.
Після занурення в «Анімус» події гри починають розгортатися в Італії, в Епоху Відродження, кінець XV століття. Головним героєм гри стає сімнадцятирічний юнак на ім'я Еціо. Батька Еціо, Джованні Аудіторе, зрадив його найкращий друг Уберто Альберті, і внаслідок чого, батько і брати Еціо були повішені. Для Еціо втрата родини була сильною душевною травмою. Він вбиває зрадника своєї сім'ї і ховається разом з матір'ю і сестрою в свого дядька Маріо на віллі Аудіторе в Монтеріджоні.
Пізніше Еціо дізнається, що його сім'ю зрадила родина Пацці, і він вирішує поквитатися з нею. Спершу він вбиває молодшого з цієї родини, Вієрі Пацці, потім його батька, Франческо Пацці, а потім старшого з родини зрадників — Якопо Пацці — і його помічників.
Дія переривається і переноситься в 2012 рік. В ході інтермедії Люсі перевіряє навички Дезмонда. Уві сні в Дезмонда виникають видіння, і він бачить події з життя Альтаїра, головного героя попередньої частини. Наступного дня Дезмонд знову поринає у спогади Еціо.
Із зібрання тамплієрів, в якому безпосередньо брав участь Якопо, Еціо дізнається, що наступні операції тамплієрів відбуватимуться у Венеції. Припливши в «місто на воді», він співпрацює з місцевою гільдією злодіїв. Він вбиває одного із змовників — Еміліо Барбаріго, а також Карло Гримальді, який отруїв венеціанського дожа Джованні Моченіго. Потім Еціо вбиває Марко Барбаріго, що зайняв місце колишнього дожа, пізніше Еціо вбиває Сильвіо Барбаріго і охоронця Марко Данте Моро, але не встигає на корабель, на якому ті збиралися відплисти.
Через два роки він дізнається, що скоро повертається корабель тамплієрів з острова Кіпр, і на ньому, ймовірно, буде один із «Фрагментів Едему». Слідкуючи за кур'єром, Еціо віч-на-віч стикається з Родріго Борджіа, який переконаний, що він пророк. Борджіа вдається втекти, проте Еціо дізнається, що люди, які допомагали йому на всьому шляху — ассасини. Після знаходження «Фрагмента Едему» — «яблука Едему» — Еціо вирушає в Романью, де допомагає Нікколо Макіавеллі та Катерині Сфорца захистити їхнє місто — Форлі. Проте таємниче «яблуко» тим часом викрадають, і пошуки приводять героя назад до Флоренції. Скориставшись «яблуком», колишній монах Джироламо Савонарола насилає на жителів Флоренції ілюзії та захоплює владу в місті. Еціо підриває його плани, вбиваючи дев'ятох помічників Савонароли по всьому місту. Розгніваний народ збирається живцем спалити «просвітителя» Джироламо, але Еціо вбиває його прямо на багатті.
Пройшовши посвяту в ассасина, Еціо направляється в Рим, де йому належить раз і назавжди розправитися з Родріго Борджіа, який став Папою Римським Олександром VI. Здолавши противника, Еціо дізнається, навіщо Родріго став Папою Римським і навіщо він полював за «Фрагментами Едему». Весь секрет у тому, що під Римом покоїться «бог», потрапити в гробницю якого може тільки пророк, використовуючи «яблуко» і «посох». Пророком виявляється сам Еціо, не знаючи про пророцтво; просто дотримуючись своєї долі, він виконує його.
У гробниці Еціо дізнається від істоти, названої Мінервою, що сучасні люди були створені стародавньою технологічно розвиненою расою, але вона давно загинула від загадкової катастрофи. Та ж доля чекає і сучасну Землю, і Дезмонд єдиний, хто може перешкодити цьому. З «гліфів істини» можна додатково дізнатися, що попередня світова цивілізація створила людей як слуг, але ті збунтувалися. Зокрема, Адам і Єва викрали «яблуко Едему», а їхні творці загинули через сонячний спалах, який вивів з ладу їхні технології. Тим часом в 2012 році до лігва ассасинів вриваються найманці «Абстерго», і Дезмонду, Люсі, Шону й Ребеці доводиться втекти.
Після титрів можна почати грати в режимі вільної симуляції «Freeplay», де можна вбивати невинних людей і вільно відвідувати будь-які локації (окрім Риму).

### Персонажі гри
Сучасні персонажі
- Дезмонд Майлс (кодове ім'я «Об'єкт 17») — нащадок Еціо і Альтаїра. До шістнадцяти років навчався вмінням ассасина, але опісля втік. До викрадення працівниками «Абстерго» працював барменом і жив під фальшивими іменами, щоб його складніше було відшукати. Після втечі з Люсі погодився навчатися навичкам ассасинів, щоб помститися корпорації.
- Люсі Стіллман — агентка ассасинів. Певний час працювала в «Абстерго» над «Анімусом». Звинувачує себе у смерті «Об'єкта 16».
- Ребекка Крейн — технічний фахівець ассасинів, яка створила нову, найкращу версію «Анімуса».
- Шон Гастінгс — координатор, відповідальний за бази даних і постачає Дезмонду необхідну інформацію.
- Клей Качмарек (кодове ім'я «Об'єкт 16») — ассасин, його викрало Абстерго ще до Дезмонда. В Абстерго лишив багато прихованих знаків за допомогою крові, в програму Анімуса теж вніс знаки, щоб Об'єкт 17 (Дезмонд) розгадав таємницю. Під час подій другої частини присутній у відео, що відкривається гліфом істини, про Адама і Єву; в Братстві Крові з'являється його силует. Люсі стверджує, що він помер, проте сам він каже, що досі живий.
- Воррен Віддік — тамплієр, співробітник корпорації «Абстерго Індастріз», під керівництвом якого Дезмонд реконструював спогади Альтаїра. В кінці другої частини гри відшукує притулок Дезмонда.

## Доповнення
На початку грудня розробники анонсували вихід двох завантажувальних додатків. Перше доповнення, яке вийшло 28 січня 2010 року, називається «Battle of Forli» дії будуть відбуватися в містечку Форлі. Крім додаткової сюжетної лінії у додатку є можливість вільного використання «Літальний машини» Леонардо да Вінчі. Друге доповнення вийшло 18 лютого 2010 року і називається «Bonfire of the Vanities». Воно додало трампліни і ще один великий район Флоренції. Додатки доступні на Xbox Live та PlayStation Network.
В РС-версію гри були включені всі доповнення зразу.

## Продовження
Чутки про продовження з'явилися ще до виходу гри Assassin's Creed II. Перші чутки ходили про те, що події гри будуть відбуватися під час Другої світової війни, а героєм буде жінка-ассасин (фанатів збила з пантелику гра Velvet Assassin). Проте представник Ubisoft спростував цю інформацію. Після цього, існували чутки що події будуть відбуватися в Середньовіччя, часів Короля Артура або в період феодальної Японії.
13 січня 2010 Ubisoft оголосила, що вийде продовження Assassin's Creed II Episodes, які з'явиться в 2010, або навіть в 2011 році. Головним героєм у грі знову буде Еціо Аудіторе да Фіренце. Однак історія ассасинів не буде закінчуватися на періоді Ренесансу.
Пізніше було оголошено про вихід сиквела другій частині під назвою — Assassin's Creed: Brotherhood. У ньому гравець знову гратиме за Еціо, а події гри будуть відбуватися в Римі. Гра вийшла восени 2010 на Xbox 360 і PS3, а на PC в березні 2011 року.
15 листопада 2011 рік а (на PC 29 листопада 2011 року) вийшла заключна частина історії Еціо Аудіторе — Assassin's Creed: Revelations.

## Розробка та підтримка гри
У квітні 2008 року на одній з конференцій Ів Жілльмо, голова Ubisoft, розповів про те, що Assassin's Creed не буде єдиною грою, бо в компанії є плани на подальший розвиток нової ігрової серії. Про терміни виходу нової частини нічого сказано не було. У жовтні-листопаді в інтернеті з'явилося інтерв'ю з Tokyo Game Show 2008. У ньому портал AusGamers запитав у Девіда Вілкінсона (Аніматор Принца Персії), чим зайнятий зараз Алекс Дроуін (Аніматор Альтаїра), на що той відповів таке: "Зараз він робить Альтаїра ще красивіше. Останнє, що я бачив, це те, як він вчить його плавати ". Стало ясно, що розробку продовження Assassin's Creed вже розпочато.
7 квітня 2009 року на сторінці присвяченій Assassin's Creed з'явився перший рекламний тизер Assassin's Creed 2. Ролик був оснований на графічних роботах Леонардо да Вінчі, в які були додані малюнки прихованого кинджалу та символу ордена Асасинів.
16 квітня в журналі Game Informer вийшла велика стаття з анонсом Assassin's Creed 2 та інтерв'ю з розробниками. З інтерв'ю стало відомо, що над розробкою другої частини гри робота ведеться вже більше двох років. Головним героєм постане ще один предок Дезмонда, Еціо Аудіторе да Фіренце, дворянин з Флоренції, що також належить до ордену Ассассинів. Події гри відбуватимуться наприкінці XV століття (1476 — 1498). Із змін геймплея обіцялося те, що головний герой навчиться плавати, відбирати зброю у ворогів; також розробники повідомили, що тепер в грі існуватиме зміна дня і ночі, а серйозні рани доведеться загоювати у лікарів. Під час кількох місій в Еціо буде можливість використовувати аероплан Леонардо да Вінчі, для відкриття недоступних територій. На малюнку, що зображає нового героя, видно, що він зовні схожий на Альтаїра, але в його одязі більше червоного кольору, а прихованих клинків тепер два, а не один. Також у статті Game Informer говориться, що натовп у новій грі буде грати ще важливішу роль для проходження, ніж у першій грі. Що стосується ігрового дизайну, розробники обіцяють показати реальні історичні пам'ятки Венеції та інших міст Італії часів Відродження: відомо, що в грі можна буде побачити базиліку святого Марка, міст Ріальто, а також Великий і Малий канали Венеції. Крім того повідомлялося, що важливу роль в грі буде грати Леонардо да Вінчі; також Еціо зустріне на своєму шляху Лоренцо Медічі та Нікколо Макіавеллі. У грі існуватиме 16 місій і 20 видів нової зброї.
17 квітня на сайті гри був розміщений другий рекламний ролик, зроблений в тому ж стилі, що і перший, але із закадровими коментарями, по завершенні якого можна побачити передбачувану дату релізу, Різдвяні канікули 2009. Також був названий список платформ, на яких вийде гра, це: РС, Xbox 360 і PlayStation 3.
18 травня 2009 року офіційний сайт гри був розширений за рахунок сервісу Microsoft MSN. Сторінка озаглавлена як: «Assassin's Creed 2: Truth is Written in Blood» (Assassin's Creed 2: Істина написана кров'ю). З'явився точний список платформ, на яких вийде гра: PS3, Xbox 360 (Xbox Live), PC, а також планувалося випустити екшен «за мотивами» для PSP (Assassin's Creed: Bloodlines).
Дата виходу гри для всіх платформ за даними магазину Play.com стало 13 листопада 2009 року.
На початку червня 2009 року на виставці E3 2009, що проводилася з 2 по 5 червня, вперше був показаний геймплей гри, на прикладі демоверсії одного з рівнів.
Дата виходу гри, на території Європи, за даними магазину play.com, була відкладена на 20 листопада 2009. Датою релізу на території Америки стало 17 листопада 2009.
На початку липня на сайті гри з'явився перший випуск щоденників розробників, в якому творці Assassin's Creed 2, розповідають передісторію нового героя, Еціо Аудіторе да Фіренце. 24 липня 2009 року Ubisoft повідомила про намір зняти кілька короткометражних фільмів, які будуть розкривати передісторію гри Assassin's Creed 2. Цей проєкт отримав назву: Assassin's Creed 2: Lineage.
12 серпня на сайті гри з'явився другий щоденник розробників. Він розповідав про поведінку натовпу в грі, про відношення головного героя з представниками нижчих шарів суспільства. Також стає відомо, що в грі існуватиме можливість купувати собі нову зброю. Крім цього в ролику було представлено геймплейні кадри, в яких Еціо Аудіторе да Фіренце б'ється використовуючи тактику рукопашного бою. Також можна побачити ігрову модель майстерні Леонардо да Вінчі і самого власника майстерні.
11 вересня в мережі з'явився новий геймплейний ролик гри Assassin's Creed 2, загальною тривалістю близько 6 хвилин. У ньому можна було побачити одну з секретних локацій гри та нові можливості головного героя, такі як придбання отрути у вуличній лавці, відволікання уваги солдат, за допомогою NPC, а також вбивства за допомогою вогнепальної зброї.
17 вересня на офіційному сайті гри з'явилася третя частина щоденників розробників. У цьому випуску розповідається про різноманітність місій, присутніх у грі. 24 вересня в офіційному «Твіттері» Ubisoft з'явилося повідомлення про те, що версія гри для PC відкладається до першого кварталу 2010 року.
27 жовтня 2009 року Ubisoft опублікувала в мережі першу частину короткометражного кінофільму «Assassin's Creed: Lineage», який доступний для вільного завантаження і в якому розкриваються події, персонажі і сетинґ Assassin's Creed II.
28 лютого 2010 року стартувало початок продажів ПК-версії гри в деяких магазинах Москви. 5 березня стартував офіційний продаж на території Росії та СНД.
7 березня невідомі хакери атакували сервер Ubisoft. 26 березня Ubisoft запропонувала всім гравцям, які тимчасово не могли отримати доступ до Assassin's Creed II, компенсацію у вигляді ексклюзивного контенту (3 бонусних квестів), раніше доступних тільки для володарів колекційних версій. Інструкції про те, як отримати квести, були розіслані власникам гри електронною поштою.
15 квітня Assassins Creed входить до Книги рекордів Гіннеса як найобговорюваніший ігровий проєкт. За 2009 гра потрапляла на обкладинки 127 видань світу, при цьому, в 32 країнах освітленням процесу розробки гри займалося два і більше видань.

## Оцінки й відгуки
| Агрегатор    | Оцінка                                  |
| ------------ | --------------------------------------- |
| GameRankings | 90.49% (360) 90.47 % (PS3) 86.87 % (PC) |
| Metacritic   | 90/100 (360) 91/100 (PS3) 86/100 (PC)   |

| Видання                      | Оцінка                        |
| ---------------------------- | ----------------------------- |
| 1Up.com                      | A-                            |
| Computer and Video Games     | 10/10                         |
| Edge                         | 8/10                          |
| Eurogamer                    | 9/10                          |
| GamePro                      | 10/10                         |
| GameSpot                     | 9/10                          |
| GameTrailers                 | 9.2/10                        |
| Giant Bomb                   | 5/5                           |
| IGN                          | 9.2/10                        |
| Official Xbox Magazine (США) | 9/10                          |
| Pocket Gamer                 | 8.6/10                        |
| VideoGamer.com               | 9/10 <! — Custom reviewers -> |

| Видання | Оцінка |
| ------- | ------ |
| PlayUA  | 9/10   |

Попри суперечливу першу частину, Assassin's Creed II в середньому отримала 90 балів зі 100 від критиків у версії для Xbox 360, і 91/100 для PlayStation 3. Версія для ПК була оцінена дещо нижче — 86/100.
На початку березня 2012 року в офіційному блозі Playstation був опублікований список 10 ігор з найбільшою кількістю власників платинових трофеїв у них. Гра Assassin's Creed II посіла у списку перше місце.